# François Milan
François Milan, né le 5 avril 1873 à La Rochette (Savoie) et décédé le 25 décembre 1954 à Paris, est un homme politique français.

## Vie politique
Conseiller municipal en 1899 puis maire de la Rochette de 1910 à 1940, Conseiller général de 1907 à 1940. Il est sénateur Gauche démocratique de la Savoie de 1914 à 1940.
Siégeant à la commission des finances, il participe de près à la création de la caisse autonome d'amortissement de la dette publique, en 1926. Il en devient président du conseil de gérance, puis président du conseil d'administration en 1932. 
Bien qu'ayant voté les pleins pouvoirs au maréchal Pétain le 10 juillet 1940, il est relevé de son inéligibilité en 1945. Il ne retrouve pas de mandat parlementaire. Il est nommé président honoraire de la caisse autonome d'amortissement, en 1954, quelques mois avant sa mort.

## Sources
- « François Milan », dans le Dictionnaire des parlementaires français (1889-1940), sous la direction de Jean Jolly, PUF, 1960 [détail de l’édition]